# Uherčice (zámek)
Zámek Uherčice se nachází v obci Uherčice v okrese Znojmo. Již dříve památkově chráněný areál byl díky své velké hodnotě prohlášen v roce 2001 národní kulturní památkou. Je spravován Národním památkovým ústavem. Zámek je situován v západní řídce osídlené části obce.
Původně zde stávala tvrz, kterou po polovině 16. století přestavěli Krajířové z Krajku ve stylu severoitalského renesančního sídla. Již v roce 1564 koupili panství Streunové ze Schwarzenau, za kterých byl zámek přestavěn téměř do současné podoby. Od té doby tvoří tzv. Krajířovský starý zámek s obytnou věží východní část areálu. Streunové na konci 16. století postavili dvě souběžná renesanční křídla (severní a jižní), která byla uprostřed své délky propojena příčnou zdí s dvoupodlažní arkádou směřující do hlavního nádvoří. Jižně od nového křídla nechali vystavět arkádové nádvoří s hranolovou věží, kterou se do sídla vcházelo. Západní prostranství patřilo hospodářským budovám.
V roce 1628 zakoupili panství Berchtoldové, od nich v roce 1692 Heisslerové z Heitersheimu, kteří se víceméně věnovali barokním interiérovým úpravám. Po rodině Hartigů obohatili své majetky o Uherčice roku 1768 Collaltové, kteří Uherčice drželi až do roku 1945, kdy jim byly státem zkonfiskovány. Zámek plnil až do roku 1945 funkci panského administrativního a hospodářského centra.

## Historie

### Krajířové z Krajku
Bystřické rodové větvi Krajířů z Krajku patřila ves Uherčice od 14. století. Za Lipolta (Leopolda) Krajíře z Krajku 1487–1515 se staly Uherčice součástí panství blízkého hradu Cornštejna. Wolfgang v roce 1487 rozdělil panství svým dětem na dědičné podíly a pevně stanovil druhou část svého dědictví - zboží Cornštejna a dvorce v Uherčicích s polnostmi. Rozdělení majetku 1487 vedlo k etablování několika větví rodu Krajířů na Moravě a stejně jako v Uherčicích započali na nově vytvořených správních celcích s výstavbou rodových sídel. První písemná zmínka o šlechtickém sídle v Uherčicích pochází z roku 1548, kdy Johann z Krajku zapsal své manželce Anně z Huburku majetek ve vsi Uherčice. Hodeček tak ve své práci dospěl k závěru, že dědicové, tři bratři Wolf, Lipolt a Johann (Jan), vedli správu panství s hradem Cornštejnem nejprve z blízkého Vratěnína. Teprve od roku 1530 se bratři objevují v pramenech jako nezávislí majitelé svých panství. V roce 1540 byl tak v Zemských moravských deskách jmenován Johann Krajíř z Krajku na Nových Uherčicích.
Dačické panství spravoval Jindřich Krajíř z Krajku mnohem dříve než jeho bratr Jan v Uherčicích. Vztahy mezi Krajíři v Dačicích a Uherčicích byly velmi úzké a to i v příštích generacích. Václav, který zdědil Uherčice, se například nechal pohřbít v Dačicích. Typologie první stavební etapy odpovídala neopevněnému venkovskému renesančnímu sídlu, které se soustředilo především na komfort, pravidelné uspořádání obytných místností a kvalitní osvětlení. Po smrti Jana (po roce 1549) převzal sídlo mladší bratr Václav uváděný v Zemských deskách poprvé v roce 1553. Druhá stavební fáze hradu pod nadvládou Krajířů se dá popsat jako modernizace stavebního jádra. Probíhala za Václava a jeho ženy Johany z Donína. Její dokončení symbolizuje nápis letopočtu 1554 na kartuši nad vstupním portálem.

### Štrejnové ze Švarcenavy

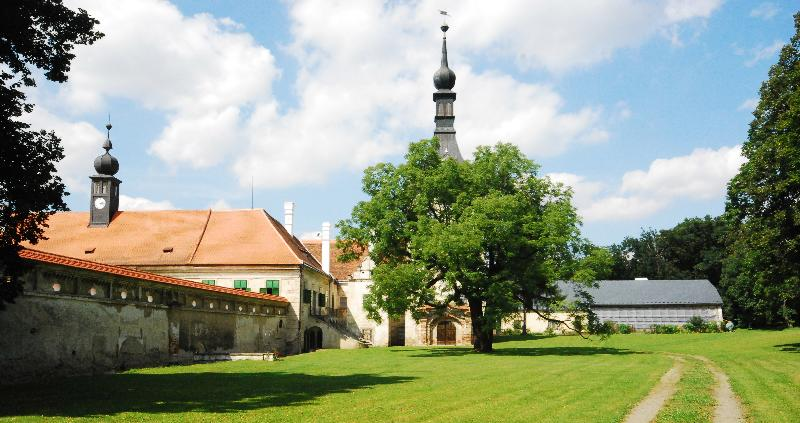
Za Collaltů bylo přetvořeno okolí zámku do romantického parku s drobnými zahradními stavbami. Autorem projektů pro stavební úpravy zámku i pro „anglickou“ zahradu byl Anton Ordner (1776 – 1862), vídeňský dvorní divadelní architekt a člen vídeňské Akademie výtvarných umění. Na začátku 19. století si Ordnera Collaltové oblíbili a stal se jejich dvorním umělcem. Odoardo Collalto jej pověřoval architektonickými pracemi na moravských panstvích, na vídeňském paláci Am Hof, ale i na dolnorakouském zámku Braunsdorf. S největší pravděpodobností se na dekoracích uherčických interiérů podílel i vídeňský malíř Franz Tenzel (Denzl).

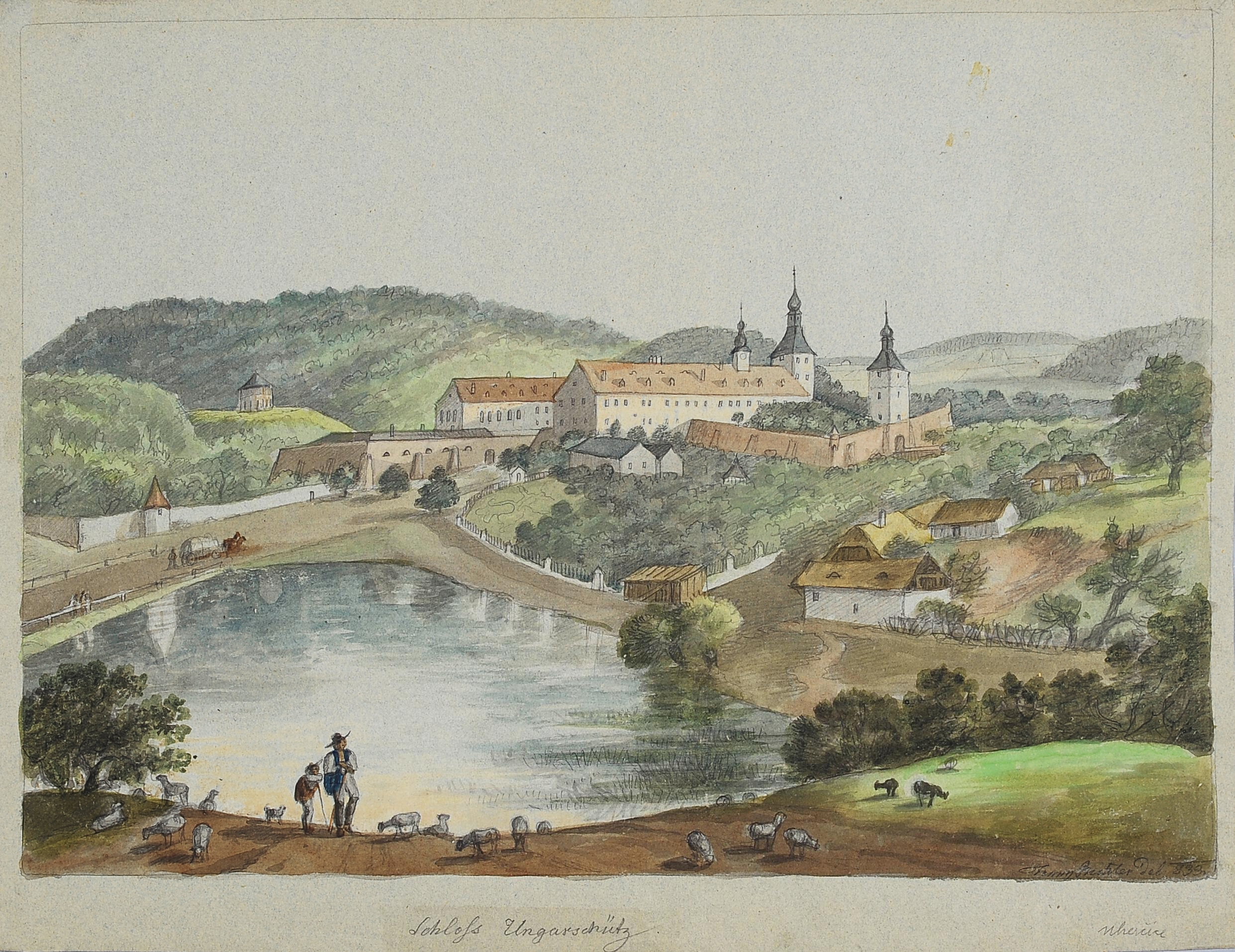
Uherčice na obraze Františka Richtera roku 1833.

Dolnorakouská šlechta Štrejnové ze Švarcenavy (německy Streun von Schwarzenau) vlastnila Uherčické panství od roku 1564. Zámek zůstal v jejich držení po tři generace až do roku 1628 a pod jejich vládou zaznamenal zámek skutečnou renesanční expanzi. Bývalý uherčický majetek Krajířů z Krajku byl od roku 1564 vázán na mnohem větší panství, které se tehdy nacházelo převážně v Dolním Rakousku. Existence dolnorakouského šlechtického rodu Štrejnů ze Švarcenavy je doložitelná již od 13. století a před rekatolizačním pádem v roce 1620 patřili k nejbohatším v zemi pod Enží. Etablování Wolfganga Štrejna ze Švarcenavy a Hartenštejnu (Wolfgang Streun von Schwarzenau und Hartenstein) na Moravě znamenalo jejich další ekonomické posílení. Po několika desetiletích přikoupili další nové zboží na jižní Moravě. Panství přešlo po smrti Wolfganga v roce 1574 na jeho nejstaršího syna Hanuše Wolfharta, který byl jako majitel Uherčic poprvé zmíněn v roce 1580. Siebmacher líčí Hanuše Wolfharta jako úředníka císařského radu a regenta Dolního Rakouska. V roce 1589 ho zasazuje do úřadu moravského prokurátora ve Znojmě. Kolem roku 1610 se objevily první finanční těžkosti Štrejnů a roku 1612 museli prodat Bítov, zboží ve Vranově následovalo v roce 1618. Po smrti Hanuše Wolfharta převzal dědictví v roce 1614, zpočátku pod vedením své matky a babičky, jeho vnuk Jan Jiří, a to včetně dluhů svého dědečka. O zbývající zboží přišel v roce 1620. Georg Hanuš prodal v roce 1628 Uherčice jako součást fideikomisního zboží, smlouva byla podepsána dne 11. 24. 1628 v Brně.
Za Štrejnů zahrnovala první fáze výstavby rozsáhlé jižní a severní křídlo zámeckého areálu. Ta byla většinou využita pro hospodářské účely. Sloužila jako sklady a také zahrnovala pivovar. V urbáři z roku 1628 jsou mimo pivovaru jmenovány také do skály tesané sklepy, oblouky a pekárna (Pfisterei). Se vznikem pivovaru souvisí i výstavba třech rybníků v blízkosti zámku. Dva z nich sloužily mimo jiné jako přívod vody pro pivovar umístěný v jižním křídle. Vybudování hospodářských ploch odráželo nejen rozšíření zámku ve správní centrum, ale i jeho nové potřeby. V horních patrech byly stropy od počátku ploché a křídla, která v patrech navazovala, sloužila především spojenému pivovaru. Kromě toho zde nacházely sklady a výše jmenované sklepy, taktéž místnosti pro skladování krmiv a mléka. Horní patro pivovaru pravděpodobně sloužilo k ubytování správce a jiného s vrchnostenskou správou spojeného služebnictva. Po dokončení velké hospodářské přestavby se Štrejnové zaměřili na reprezentativní úpravy sídla. Dvoupodlažní trakt z východní strany nechali přebudovat na obloukové podloubí a v patře na kolonádu v toskánském stylu. Jižní stranu doplnili atriem se zahradou a rosariem. Výstavbou v renesančním stylu prošla také obytná věž a černá kuchyně.

### Berchtoldové z Uherčic
Větev Berchtoldů z Uherčic založil zemský advokát povýšený do rytířského stavu Jakub Berchtold z Tridentu (1585–1641). V roce 1628 zakoupil na Moravě Vratěnín, Pulice, lenní statky Dešnou a Županovice, panství Radim, Pottendorf a Uherčice. Působil jako právník, dvorní a vládní rada a ředitel dvorní komory. Císař Leopold I. povýšil jeho syny Františka Benedikta, Matyáše Arnošta a Jakuba Filipa roku 1673 do stavu říšských hrabat s predikátem "z Uherčic, Vratěnína a Police". Po Matyáši Arnoštovi se rozvíjela větev česko-moravská. Jakub Filip byl zakladatelem linie maďarské. Prosper Antonín (1720–1807) se oženil s Marií Terezií Petřvaldskou, čímž vyženil panství Buchlov (až do 1945). Berchtoldové sídlili na zámku v Polici s hospodářským dvorem na Budkově. František Benedikt byl především oddaným katolíkem, o čemž svědčí založená kaple sv. Lucie na zámku v Uherčicích, augustiniánský klášter klášter a farní kostel ve Vratěníně. V 60. letech 17. století se také zasloužil o barokní přestavby a úpravy zámku. Dva roky po jeho smrti dědilo po něm pět dcer a ty panství prodaly.

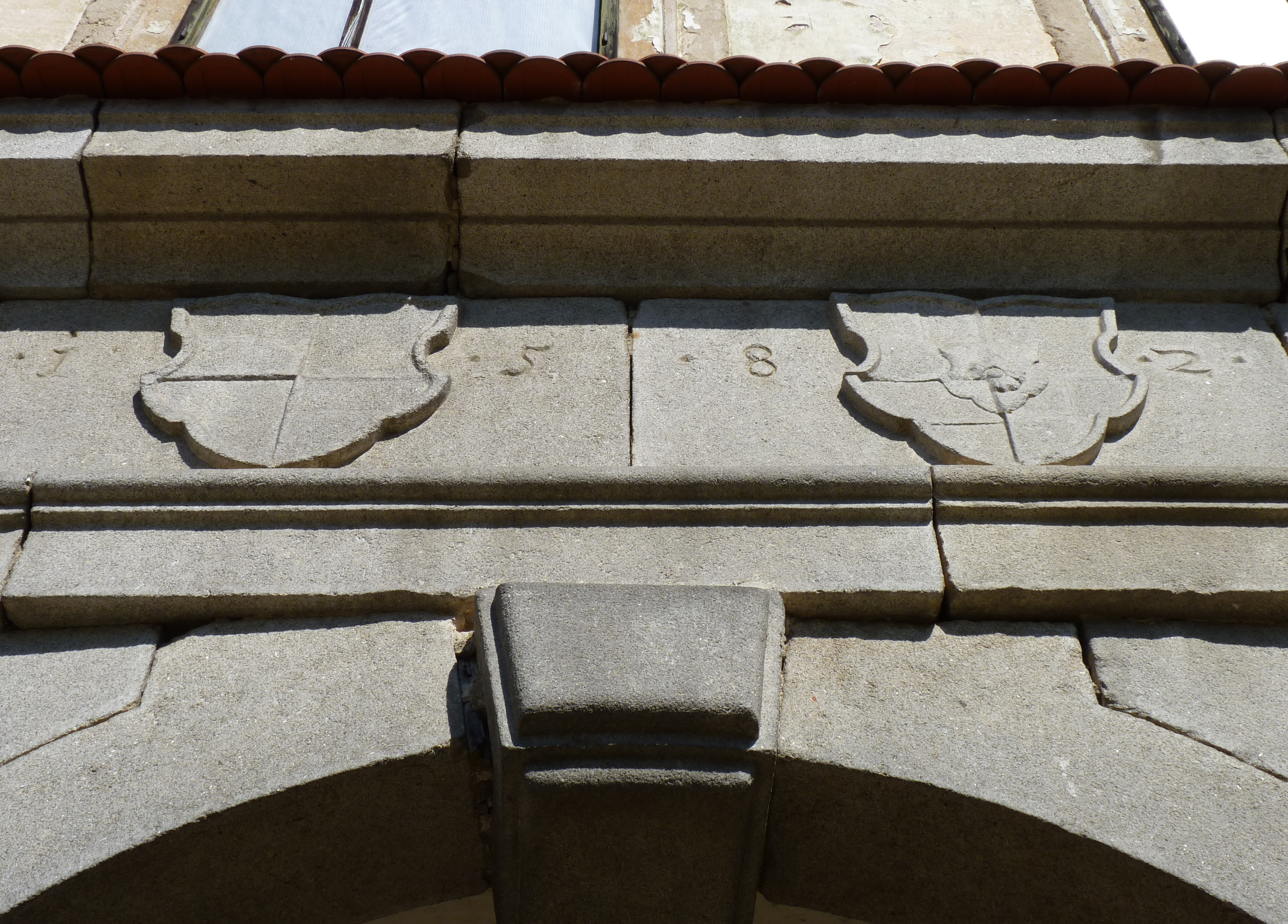
1582
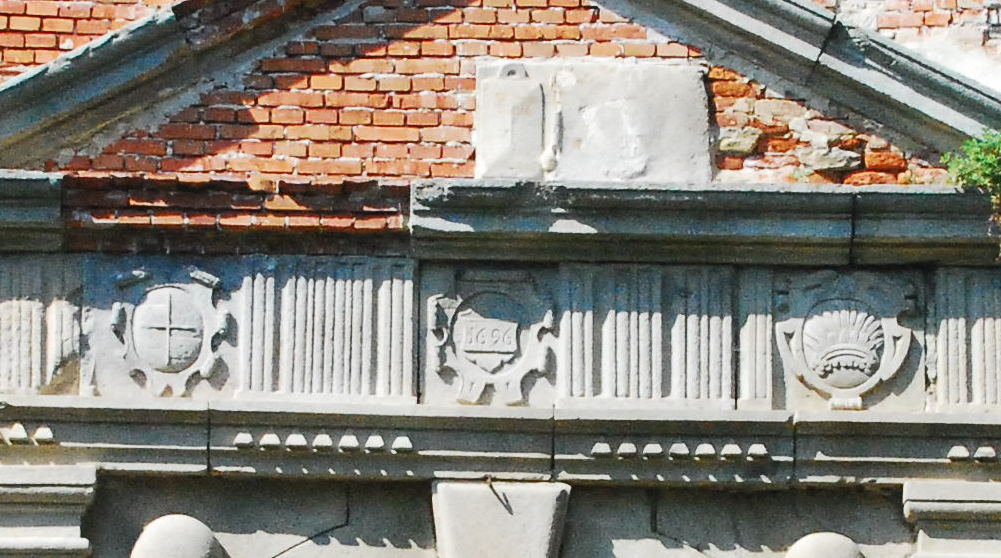
1696

### Heisslerové z Heitersheimu
Jiří Vilém z Moschlitz prodal v roce 1693 Písečné se Slavětínem Donatu Heislerovi z Heitersheimu, který odkoupené statky spojil s Uherčicemi. Nejvýznamnější barokní úpravy zámku však proběhly v letech 1692–1731 za Heisslerů z Heitersheimu. Členové jejich rodu zastávali po Bílé hoře na císařském dvoře významné funkce nebo císaři věrně sloužili. Johann Donát Heissler, polní maršál a generální válečný komisař, bojoval na straně Leopolda I. proti Turkům a Francouzům a za svá válečná hrdinství si vysloužil titul říšského hraběte. Nejhodnotnější umělecko-řemeslnou barokní úpravou za jeho období je štuková výzdoba kaple, spojovací chodby a více než dvanácti sálů. Autorem této barokizace byla dílna štukatérského mistra Baldassare Fontany z italského Chiassa u Corna. V exteriéru na východní straně zámku se barokní úprava promítla v rozsáhlém parku. Po jeho smrti na následky válečného zranění, v roce 1696 v Segedínu, převzal panství jeho syn František Josef, tajný rada, roku 1732 královský přísedící zemského práva a od roku 1740 zemský hejtman na Moravě. Roku 1731 prodává po zemřelém bratrovi zděděné Uherčice a Písečné.

### Hartigové
Hartigové, hraběcí rod pocházející z Lužice, se objevili v Čechách v 18. století a na Moravě vlastnili: Písečné, Nové Sady, Slavětín, Krokwitz, Uherčice, Vratěnín, Frejštejn, Korolupy, Mešovice, Tiefenbach a Stálky. Jan Izaiáš, dvorský sekretář, později dvorský rada, získal roku 1673 inkolát v Čechách a roku 1707 byl povýšen do stavu říšských svobodných pánů. Jeho nejstarší syn Antonín koupil v roce 1731 Uherčice, Vratěnín a Písečnou. Patřily mu však i majetky v Dolním Rakousku. Jeho syn Antonín Kazimír (1712 - 1778), c.k. tajný rada a první rada nejvyššího soudu majetky zdědil. Po něm získal Uherčice na krátkou dobu Uherčice roku 1764 příbuzný Jan Jindřich von Nimptsch.

### Collaltové

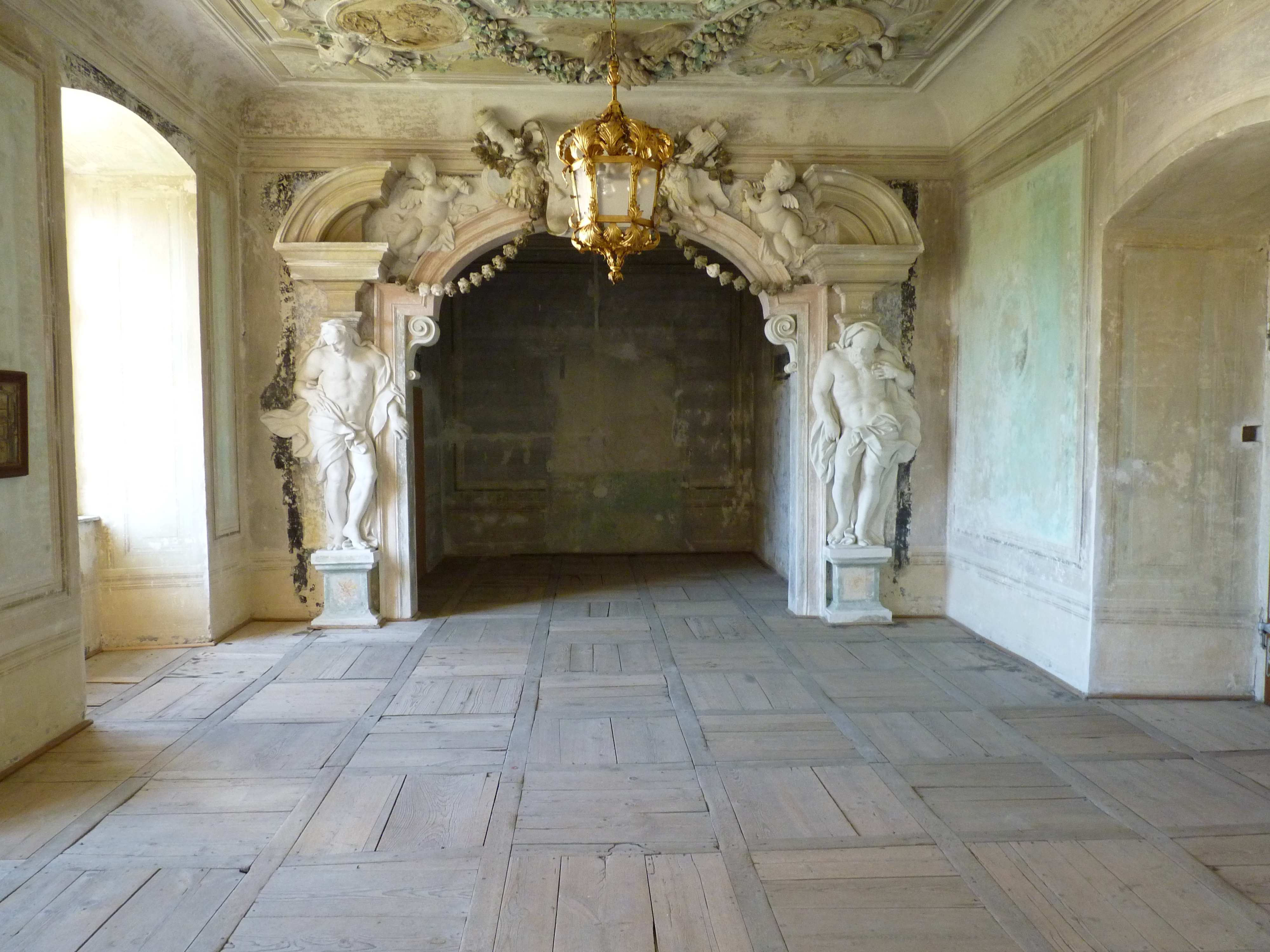
Riesenzimmer na zámku Uherčice. Collaltové se podíleli na barokní úpravě interiérů se štukovou i malířskou výzdobou. Jejich přínos spočíval také v klasicistní výmalbě mnoha místností, která nahradila zastaralé látkové tapety a tapisérie, které měly být podle dobových soupisů velmi zničené. V roce 1802 nechali v severním křídle ze starého vězení a sýpky vybudovat impozantní banketní sál.

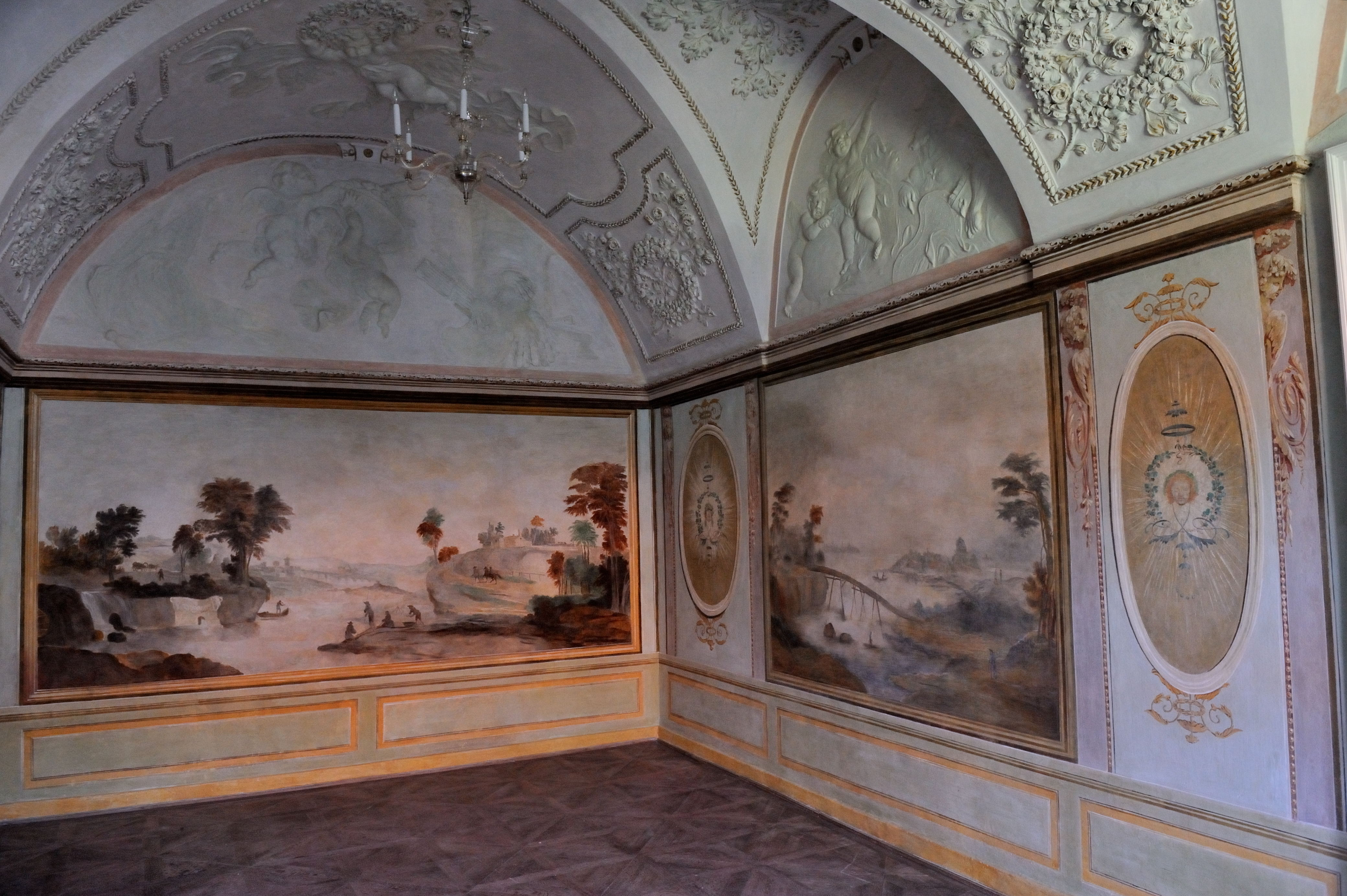
Mgr. Michal Konečný a Mgr. Lenka Kalábová z NPÚ-ÚOP v Brně se domnívají, že malované krajinné scény uherčického salonu upomínají na tradici rokokověklasicistního krajinářství. „Tyto scény měly tak podle jejich vyjádření vznikat přetvořením scény reálných krajinářských motivů a záběrů do podoby preromantické fantazijní kompozice. S největší pravděpodobností šlo o zhotovení podle dobově rozšířených grafických předloh. K těmto předlohám mohly patřit velmi populární grafické listy z okruhu rytců soustředěných kolem předního francouzského grafika a kreslíře Jeana Georga Willa (1715 – 1808) a krajinářské práce vídeňské Akademie inspirované francouzskou rokokovou krajinomalbou.” (Citace)

Roku 1768 přešly Uherčice do majetku Tomáše Vinciguerry hraběte z Collalta a San Salvatoru, pána na Brtnici. Collaltové uherčické panství vlastnili téměř 180 let – hrabě František (1775), Odoard (1794), Antonín Oktavián (1823), kníže Eduard (1847), kníže Emanuel (1865) a kníže Manfred (1928). Thomas Viciguerra Collalto koupil uherčické panství za 300 000 zlatých rýnských a připojil ho k fideikomisním majetkům rodu Collaltů k Brtnici, Černé a Rudolci.
Řehoř Tomáš Volný popsal Uherčické panství za držení Collaltů následovně:
Fideikomisní (svěřenské) panství Uherčice leželo na samém jihu okresu Moravské Budějovice a hraničilo na východě s panstvím Vranov a Bítov, na jihu s panstvím Drosendorf, na západě navazovalo na majetky Rancířov a sever zakončovalo panství Police. 4. července 1825 odstoupil otec Eduard († 1833) svému synovi císařskému komořímu a rytíři Maltézského řádu Antonu Oktaviánovi knížeti z Collalta a San Salvatoru majetek sestávající z jednoho domu ve Vídni, panství Brtnice, Německý Rudolec s Černou, Uherčice s Písečným a Slavětínem.
Panství zabíralo 10 428 jiter spíše rovinaté než hornaté půdy. Bezejmenná dolnorakouská pahorkatina kolem Drosendorfu zasahovala do uherčického panství a táhla se kolem místy velmi strmých břehů Dyje až k jihovýchodním hranicím Bítova. Půda většinou zde písčitá přecházela kolem Korolup, Vratěnína, Uherčic a Mešovic v bohaté na vápenec. Severně od Vratěnína vyčníval kopec Galgenberg s 272 metry nad mořem. Dyje překračovala hranice u Drosendorfu a v malebných zákrutách u městečka Frejštejn opouštěla panství. Řeka byla bohatá na kapry, štiky, úhoře, sumce, bělice a vydry. Potok Klamferbach, nazvaný podle mlýna na něm hospodařícím, se vléval na uherčické území od západu z panství Rancířov a poté, co přibral několik postranních bezejmenných pramenů, se spojil pod Lubnicí s potokem Želetavkou. Dva rybníky u Uherčic a Vratěnína sloužily jako zdroj vody a rákosu, kaprů v nich bylo poskrovnu. Na panství žilo 2 480 katolíků (z toho 1151 mužů a 1329 žen), kteří až na správní obec Uherčice (i moravsky), mluvili německy a pracovali hlavně v zemědělství.
V nížinách byla půda bohatá na humus, na vyvýšeninách se měnila v písčité. V každém případě všude panoval dostatek vápence a jílu. Ovocnářství nehrálo u poddaných žádnou roli, ovocné stromy se ale objevovaly v zahradách a v krajině kolem cest. Převládaly jehličnaté lesy, zčásti doplněné listnatým habrovým, dubovým a javorovým polesím. Panství tvořily čtyři lesní revíry – uherčický, mitrovický, křeslický a u Nového dvora. Poslední jmenovaný revír neměl velké polesí, ale o to větší polní honitby. Lovila se nízká i vysoká zvěř.
| Chov dobytka (mimo koz) | Chov dobytka (mimo koz) | Chov dobytka (mimo koz) |
| Druh                    | Dominikál               | Rustikál                |
| ----------------------- | ----------------------- | ----------------------- |
| Koně                    | 6                       | 166                     |
| Hovězí                  | 111                     | 741                     |
| Ovce                    | 2140 (šlechtěné)        | 711                     |

Panstvo hospodařilo na dvou statcích. Jeden se nacházel přímo vedle zámku v Uherčicích a druhý jižně od zámku nazývaný Mitrovice. Jeden dvůr měla vrchnost v Korolupech a čtyři ovčíny rozmístěné v Uherčicích, na Mitrovicích, na Křeslíku (německy Grössing) a u Mešovic v Novém dvoře. Na celém území se živností zabývalo 84 poddaných – 1 sládek, 1 vinopalník, 3 hostinští, 5 mlynářů obilí a 4 s vodní pilou, 6 truhlářů, 1 barvíř, 1 výrobce konzerv, 1 obráběč dřeva, 1 tkadlec, 1 cihlář a vápenkář a další, mimo to i 1 hokynář ve Vratěníně. Hamr, prachárna a koželužna uváděné ještě v roce 1690 zmizely beze stopy. Obchoduje se s pšenicí a dalšími zemědělskými výdobytky a to především na týdenních trzích ve Slavonicích, kam vedla silnice z Rakouska přes Vratěnín, Rancířov a Písečnou.
Další poštovní stanice se nalézala v Moravských Budějovicích. Školy vzdělávaly v základním vzdělání ve Vratěníně, Stálkách (triviální se čtením, psaním a počítáním), v Korolupech fungovala škola se středním vzděláním a do Podhradí učitel docházel (ercurr.). Chudobinec provozovala každá ves, jejichž roční příjem pro 18 potřebných sestával z 600 zlatých. Ve Vratěníně léčil 1 doktor farmacie, 1 felčar a 1 porodní bába, druhá docházela ze Stálek. V Uherčicích sídlila úřední a dominikální správa. Obec čítala 49 domů s 291 obyvateli (z toho 137 mužů a 154 žen). Zámek na malé vyvýšenině se třemi věžemi, dvěma prostornými nádvořími a jedním malým dvorem poskytoval nádherný pohled do blízka i do daleka. Byl obklopen velkou zahradou, rozkošným lesíkem, loukami a vodními toky. Dále se zde nacházela budova úřední správy, 1 hostinec, 1 lihovar, 1 potašárna, 1 cihelna a 1 vápenka. V údolí zámeckého parku se hospodařilo na mlýně.

### Znárodnění a státní majetek
Zámek v držení státu a vinou následně nastoleného totalitního režimu KSČ zcela zchátral. Správcem areálu se staly nejprve Československé státní statky, krátce fungoval jako ženský nápravný tábor a v 50. a 60. letech 20. století sloužil znojemské pohraniční stráži. Od roku 1979 spravovali zdevastovaný areál památkáři, od roku 1987 Jihomoravské muzeum ve Znojmě. V roce 1995 převzal správu Národní památkový ústav, který jej v roce 1996 zpřístupnil veřejnosti a zároveň zahájil postupnou rekonstrukci. Jihovýchodně od zámku se rozprostírá francouzský park (v 19. století upraven přírodně krajinářsky) a severně od areálu anglický park, kde se nacházely romantizující stavby. Z nich se dochoval obelisk a umělá zřícenina. Od 1. ledna 2002 je zámek Uherčice národní kulturní památkou 1. kategorie. V současnosti na něm probíhá postupná rekonstrukce a od roku 2022 je po částečných opravách přístupný veřejnosti.
| Rok  | Počet návštěvníků |
| ---- | ----------------- |
| 2015 | 2 278             |
| 2016 | 4 367             |
| 2017 | 4 236             |

## Zámek ve filmu
Na zámku byly natáčeny filmy:
- Nebojsa (1989, režie Julius Matula)
- Řád (1994, režie Petr Hvižď)
- Svatojánský věneček (2015, režie: Jiří Strach)
- Hodinářův učeň (2019, režie: Jitka Rudolfová)